# Adjim
Adjim, scritto anche Ajim (in arabo أجيم‎?), è una città della Tunisia, situata a sud-ovest dell'isola di Gerba, a 21 km da Houmt Souk.
Fa parte del governatorato di Médenine ed è capoluogo della delegazione omonima, che conta 24 166 abitanti. La città conta 13 950 abitanti.
È la terza città dell'isola di Gerba dopo Houmt Souk e Midoun.
Costruita su una formazione rocciosa, Ajim è la città gerbana più vicina alla costa continentale, dalla quale è separata dal canale di Ajim, largo circa 2,5 km, nel quale si trovano due isolotti disabitati, Guettait El Baharia (o Guettaia El K'bira) e Guettaia Gueblia (o Guettaia Es'ghira).
La città, come molte aree vicine, fu usato come set cinematografico per il film Guerre stellari. I turisti possono visitare la casa di Obi-Wan Kenobi, la Mos Eisley Cantina e altre costruzioni relative alla serie.

## Galleria d'immagini

Mappa dell'isola di Gerba
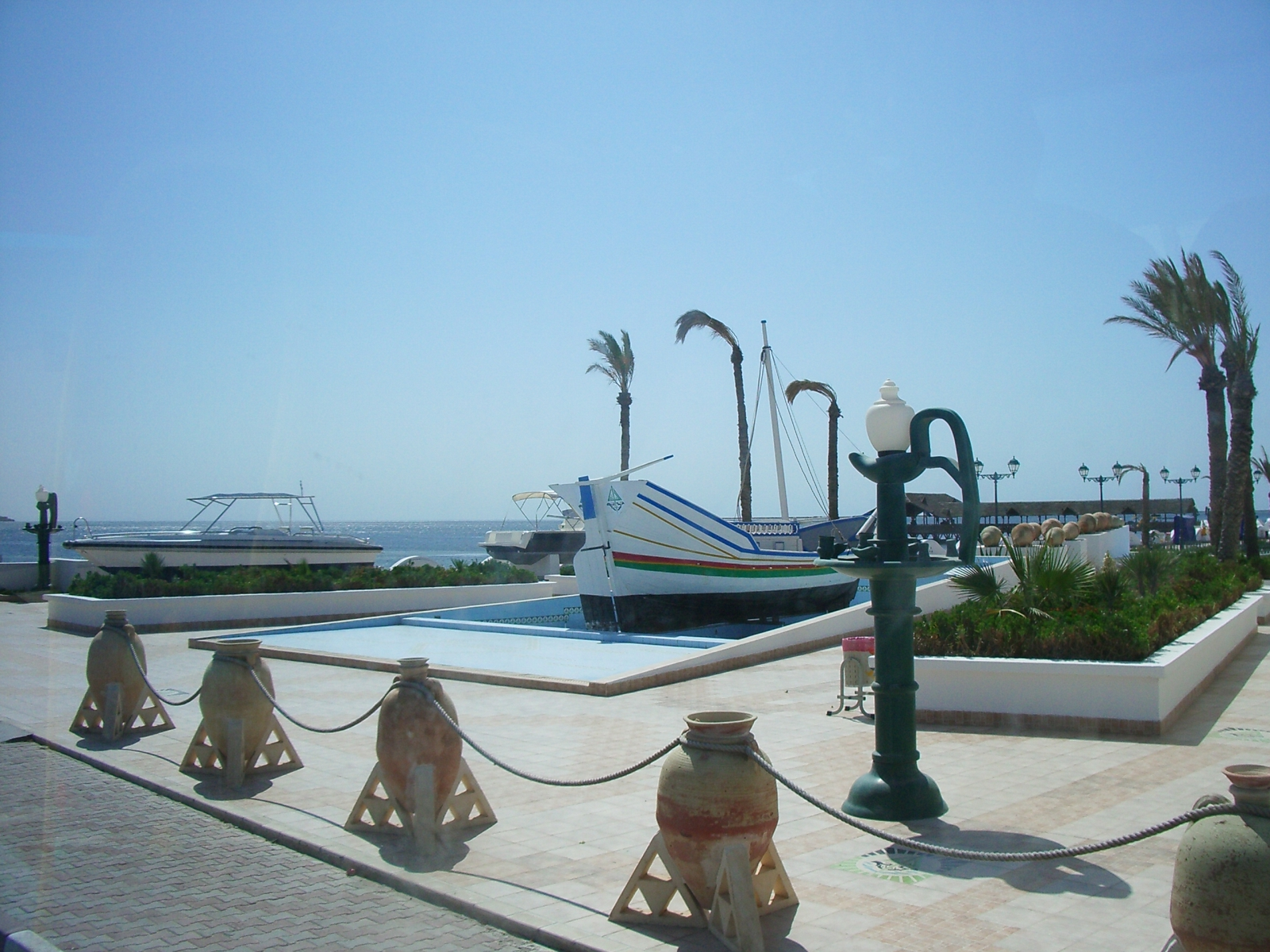
Vista sul porto
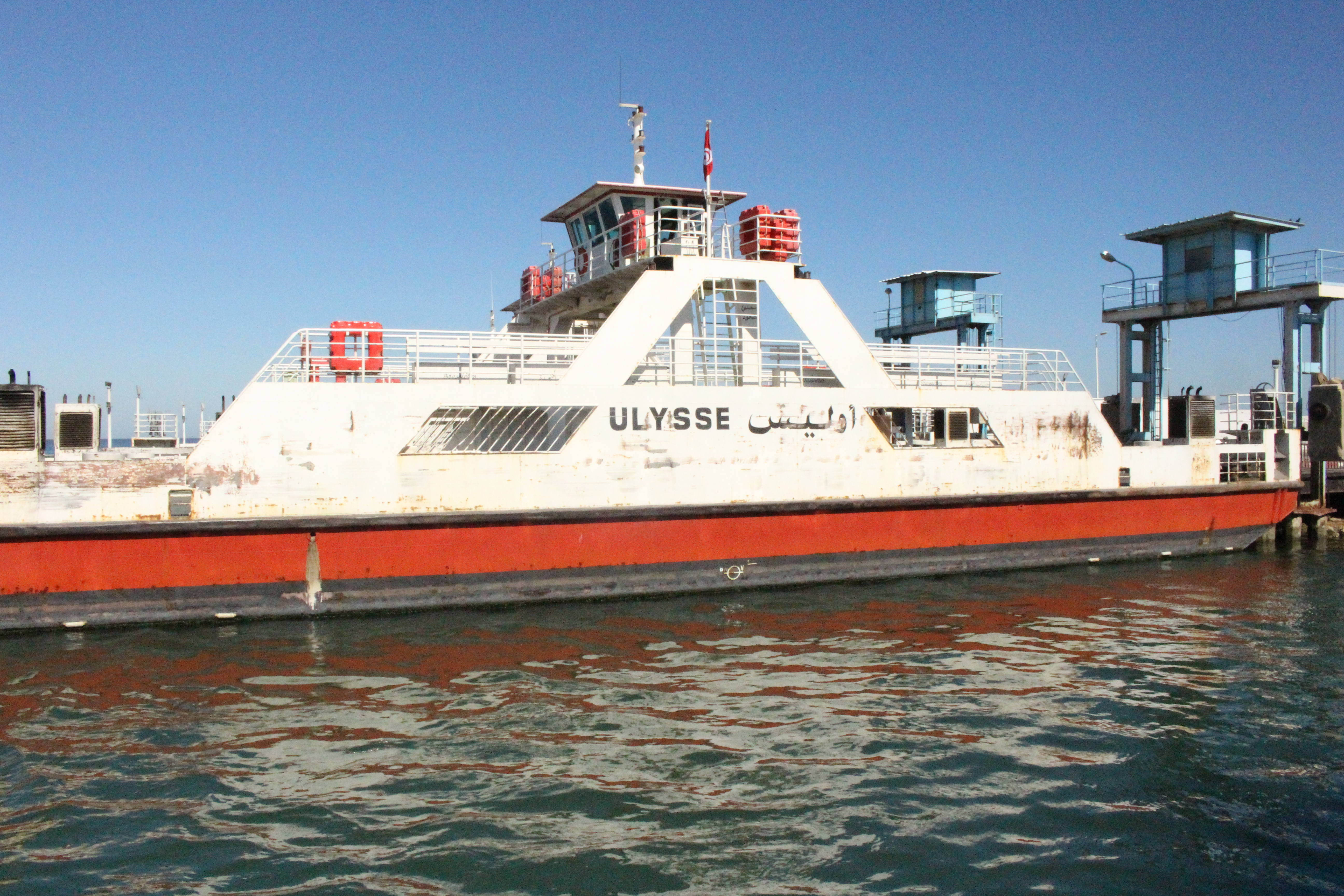
Traghetto Ulysse